# Abati Florensi

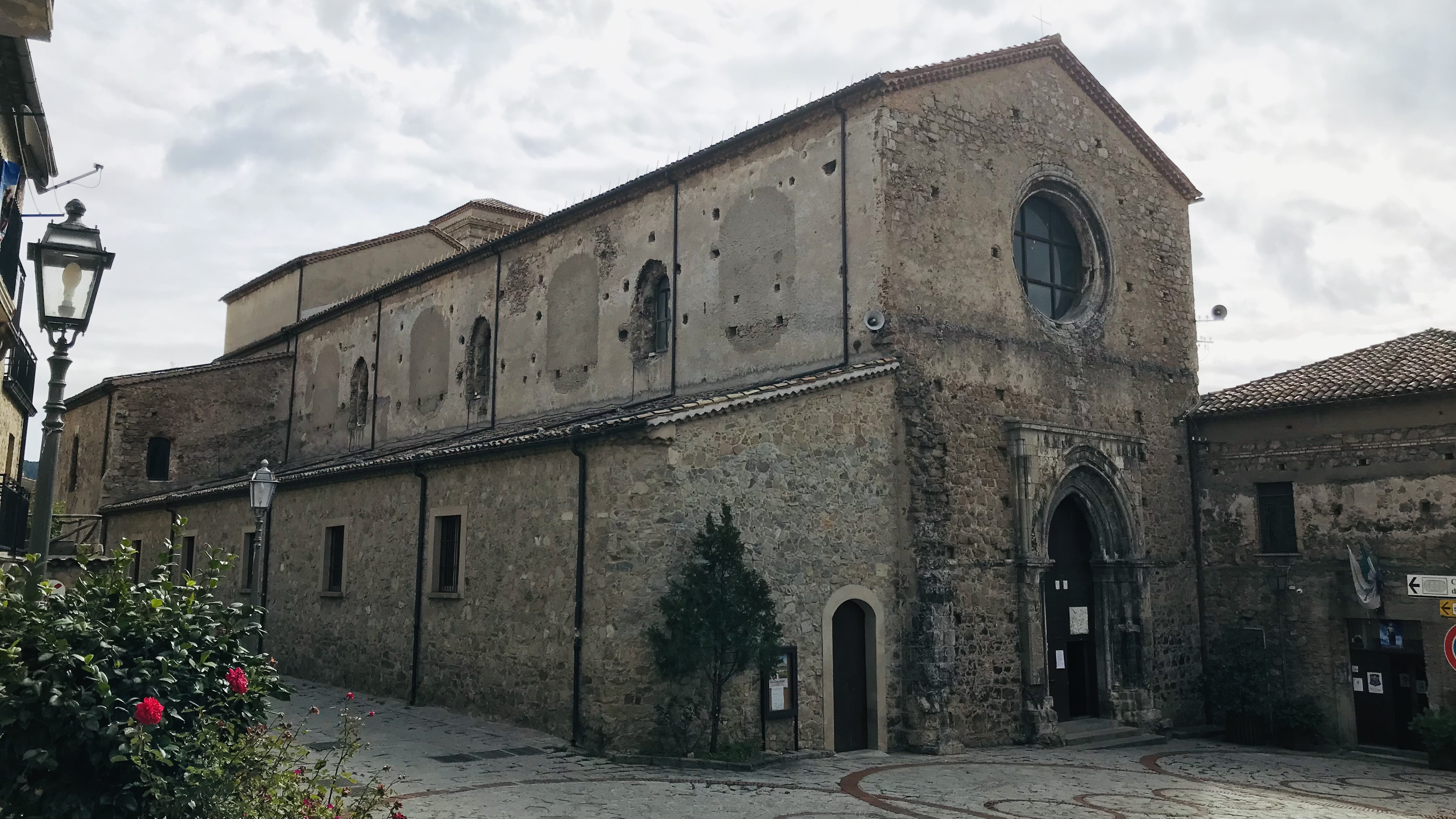
Facciata dell'Abbazia Florense

## Cronotassi

### Abati dell'Ordine Florense
| №    | Nome                          | Inizio        | Fine          | Luogo di nascita |
| ---- | ----------------------------- | ------------- | ------------- | ---------------- |
| 1    | Gioacchino da Fiore           | 1189          | 30 marzo 1202 | Celico           |
| 2    | Matteo I Vitari della Tuscia  | 30 marzo 1202 | 1234          | Cerenzia         |
| 3    | Michele I                     | 1235          | ?             | ?                |
| 4    | Giovanni I De Brahala         | 1249 (?)      | 1253 (?)      | Altomonte        |
| 5    | Orlando                       | 1256 (?)      | 1265          | ?                |
| 6    | Gerardo                       | 1266          | ?             | ?                |
| 7    | Michele II                    | 1280 (?)      | 1281 (?)      | ?                |
| 8    | Pietro I                      | 1281 (?)      | 1281          | ?                |
| 9    | Guglielmo I                   | 1290 (?)      | ?             | ?                |
| 10   | Ippolito                      | ?             | 1301 (?)      | ?                |
| 11   | Pietro II                     | 1323 (?)      | 1331          | ?                |
| 12   | Marino de Andrea              | 1331 (?)      | 1331 (? )     | ?                |
| 13   | Guglielmo II de Biscursi      | 1331 (?)      | ?             | ?                |
| 14   | Giovanni II                   | 1338 (?)      | 1342          | ?                |
| 15   | Pietro III de Sperandeo-Barca | 1342          | 1366          | ?                |
| 16   | Giovanni III                  | 1366          | 1384          | ?                |
| 17   | Nicola de Nicolicchio         | 1384          | 1418          | Bisignano        |
| 18   | Lorenzo Tommasi               | 1418          | 1420          | ?                |
| 19   | Matteo II Makari Fagilla      | 1420          | 1444 (?)      | ?                |
| 20   | Geronimo Paolo                | 1444          | 1460 (?)      | Amantea          |
| 21   | Carlo Setario                 | 1460          | 1461          | ?                |
| 22   | Giovanni IV Evangelista       | 1461          | 1467          | Gaeta            |
| (21) | Carlo Setario                 | 1467          | 1470          | ?                |
| (22) | Giovanni IV Evangelista       | 1470          | 1500          | Gaeta            |

### Abati commendatari
| №  | Nome                               | Inizio           | Fine              | Luogo di nascita  |
| -- | ---------------------------------- | ---------------- | ----------------- | ----------------- |
| 23 | Ludovico de Santangèl de Gibraleòn | 1500             | 1511              | Valencia (Spagna) |
| 24 | Aloisio de Santangèl de Gibraleòn  | 1511             | 1521              | Valencia (Spagna) |
| 25 | Lorenzo Pucci                      | 1521             | 1521              | Firenze           |
| 26 | Salvatore Rota                     | 1521             | 1544              | Napoli            |
| 27 | Rodolfo Pio de Carpo di Sabaudia   | 1544             | 1552              | Carpi             |
| 28 | Alfonso Rota                       | 1552             | 1554              | ?                 |
| 29 | Ferdinando Rota                    | 1553             | 1571              | ?                 |
| 30 | Giulio Antonio Santori             | 1571             | 1583              | Ercole di Caserta |
| 31 | Alfonso Pisano                     | 1583             | 1623              | ?                 |
| 32 | Roberto Ubaldini                   | 1623             | 1635              | Firenze           |
| 33 | Ciriaco Rocci                      | 1635             | 1651              | Roma              |
| 34 | Bernardino Rocci                   | 1651             | 2 novembre 1680   | Roma              |
| 35 | Gianfrancesco Ginetti              | 3 novembre 1680  | 18 settembre 1691 | ?                 |
| 36 | Giacomo Caracciolo                 | 1694             | 17 gennaio 1718   | Martina Franca    |
| 37 | Innico Caracciolo                  | 1718             | 6 settembre 1730  | Martina Franca    |
| 38 | Martino Innico Caracciolo          | 22 dicembre 1743 | 6 agosto 1754     | Martina Franca    |
| 39 | Giacomo Filomarino                 | 1756             | 1781              | ?                 |

### Abati Rettori
| №  | Nome                     | Inizio            | Fine              |
| -- | ------------------------ | ----------------- | ----------------- |
| 40 | Vincenzo Mascaro         | 1989              | 1997              |
| 41 | Franco Spadafora         | 1997              | dicembre 2006     |
| 42 | Santo Canonico           | dicembre 2006     | 10 giugno 2007    |
| 43 | Germano Anastasio        | 10 giugno 2007    | agosto 2017       |
| 44 | José Ruben Cruz Almonte  | agosto 2017       | agosto 2019       |
| 45 | Giovanni Battista Cimino | agosto 2019       | 2 ottobre 2022    |
| 46 | Rodolfo Antonio Bruschi  | 2 ottobre 2022    | 29 settembre 2024 |
| 47 | Claudio Albanito         | 29 settembre 2024 | in carica         |